# 曾淑雅
曾淑雅（英語：Jumbo Tsang Shuk Nga，1991年7月24日—），香港藝人、演員和模特兒，曾用藝名曾寶。曾在2011年中國小姐（香港賽區）奪得冠軍兼「最具人氣獎」及「最上鏡小姐」成為三料冠軍，曾為無綫電視經理人合約藝員。

## 簡歷
曾淑雅早年在深水埗和慈雲山的公共屋邨成長，曾就讀聖文德天主教小學，2008年畢業於聖文德書院中五年級。
2020年，曾淑雅為無綫電視擔任節目主持。2021年4月，成為無綫電視經理人合約藝人。
2023年7月21日，曾淑雅在社交平台宣布結婚。
2023年8月11日，曾淑雅在社交平台宣布懷孕。
2023年11月15日，曾淑雅在社交平台宣布兒子岀生。
2025年1月1日，曾淑雅在社交平台宣布再次懷孕。
2025年7月12日，曾淑雅在社交平台宣布女兒岀生。

## 演出作品

### 電影
| 首映   | 戲名       | 角色     |
| 2012年 | 懸紅       |          |
| 2013年 | 超級經理人 |          |
| 2013年 | 風暴       |          |
| 2013年 | 好奇不滅   |          |
| 2015年 | 小姐誘心   | Suki     |
| 2015年 | 碟仙碟仙   | 芬       |
| 2016年 | PG戀愛指引 | Sugar    |
| 2016年 | 失戀日     | Sammy    |
| 2017年 | 鬼網       | 珈珈     |
| 2017年 | 空手道     | 陳強老婆 |

### 電視節目
| 首播     | 節目名                      | 備註                |
| 亞洲電視 |                             |                     |
| 2015年   | 馬上全接觸                  | 主持                |
| 無綫電視 |                             |                     |
| 2015年   | 超強選擇1分鐘               | 第2集嘉賓           |
| 2016年   | 兄弟幫                      | 第1540、1541集嘉賓  |
| 2019年   | 眼睛去旅行                  | 主持                |
| 2020年   | 蒲夜市                      | 主持                |
| 2020年   | 姊妹淘                      | 嘉賓+主持（第三輯） |
| 2020年   | 3日2夜                      | 主持                |
| 2020年   | 網購攻略+big big shop感謝祭 |                     |
| 2021年   | big big shop新春感謝祭      |                     |
| 2021年   | 港產旅行團                  | 主持                |
| 2021年   | 進軍東奧                    |                     |
| 2022年   | 流行都市                    | 星級教練            |
| ViuTV    |                             |                     |
| 2019年   | 晚吹－女學生·吹水班         | 第5集嘉賓           |

### 電視劇
| 首播     | 劇名              | 角色            |
| 其他     |                   |                 |
| 2017年   | 短暫的婚姻        | Sheila          |
| 2019年   | 心冤              | 雪兒            |
| 無綫電視 |                   |                 |
| 2020年   | 香港愛情故事      | Celia           |
| 2021年   | 陀槍師姐2021      | Jackie          |
| 2022年   | 愛·回家之開心速遞 | Dada（1633集）  |
| 2022年   | 美麗戰場          | 曾麗珊（Jumbo） |
| 2022年   | 法證先鋒V         | 宋曉欣          |

### 參與拍攝MV
- 側田 -《We Touch》
- 鄭俊弘 -《絕地火星車》

## 外部連結
- 曾淑雅在tvb.com的資料
- 曾淑雅的Facebook專頁
- 曾淑雅的Instagram帳戶
- 曾淑雅的新浪微博
- 曾淑雅在香港影庫上的簡介